# Musée des Beaux-Arts Zanabazar
Le musée des beaux-arts Zanabazar est un musée d'art situé à Oulan-Bator, capitale de la Mongolie et fondé en 1966. Il présente des collections de maîtres mongols des beaux-arts du XVIIIe au XXe siècle et travaille en coopération avec l'UNESCO pour l'amélioration de la présentation de ses collections.